# أندرو بيركنز
أندرو بيركنز (بالإنجليزية: Andrew Perkins)‏ هو ملحن ومدرس نيوزلندي وأسترالي، ولد في 31 ديسمبر 1961.